# Лінн (округ, Міссурі)
Шаблон:StateAbbr_ 39°52′ пн. ш. 93°07′ зх. д. / 39.87° пн. ш. 93.11° зх. д.
Округ  Лінн (англ. Linn County) — округ (графство) у штаті Міссурі, США. Ідентифікатор округу 29115.

## Історія
Округ утворений 1837 року.

## Демографія
За даними перепису 
2000 року 
загальне населення округу становило 13754 осіб, зокрема міського населення було 4450, а сільського — 9304.
Серед мешканців округу чоловіків було 6498, а жінок — 7256. В окрузі було 5697 домогосподарств, 3761 родин, які мешкали в 6554 будинках.
Середній розмір родини становив 2,94.
Віковий розподіл населення поданий у таблиці:
| Стать    | До 15 років | 15-21 | 22-29 | 30-39 | 40-49 | 50-65 | 65-85 | Понад 85 |
| -------- | ----------- | ----- | ----- | ----- | ----- | ----- | ----- | -------- |
| Чоловіки | 1388        | 658   | 519   | 829   | 919   | 1066  | 972   | 147      |
| Жінки    | 1390        | 659   | 551   | 830   | 944   | 1172  | 1401  | 309      |

## Суміжні округи
- Салліван — північ
- Адер — північний схід
- Мейкон — схід
- Черітон — південь
- Лівінгстон — захід
- Ґранді — північний захід

## Виноски
1. ↑  U.S. Decennial Census. United States Census Bureau. Архів оригіналу за 19 липня 2018. Процитовано 16 листопада 2014.
2. ↑  Historical Census Browser. University of Virginia Library. Архів оригіналу за 11 серпня 2012. Процитовано 16 листопада 2014.
3. ↑  Population of Counties by Decennial Census: 1900 to 1990. United States Census Bureau. Архів оригіналу за 3 грудня 2014. Процитовано 16 листопада 2014.
4. ↑  Census 2000 PHC-T-4. Ranking Tables for Counties: 1990 and 2000 (PDF). United States Census Bureau. Архів оригіналу (PDF) за 18 грудня 2014. Процитовано 16 листопада 2014.
5. ↑  State & County QuickFacts. United States Census Bureau. Архів оригіналу за 7 червня 2011. Процитовано 10 вересня 2013.(англ.) Наведено за англійською вікіпедією.
6. ↑  American FactFinder. Бюро перепису населення США. Архів оригіналу за 26 лютого 2012. Процитовано 31 січня 2008.

| США | Це незавершена стаття з географії США. Ви можете допомогти проєкту, виправивши або дописавши її. |